# 阿亞瓦卡省

阿亞瓦卡省（西班牙語：Provincia de Ayabaca），是秘魯的省份，位於該國西北部皮烏拉大區，首府是阿亞瓦卡，始建於1865年1月14日，海拔高度2,709米，面積5,230平方公里，2007年人口138,403，人口密度每平方公里26.46人。